# الكتاب الأبيض (1939)
الكتاب الأبيض لعام 1939 (بالإنجليزية: White Paper of 1939)‏ هي وثيقة سياسية أصدرتها الحكومة البريطانية، بقيادة نيفيل تشامبرلين، ردًا على ثورة فلسطين 1936. بعد الموافقة الرسمية عليها في مجلس العموم في 23 مايو 1939، عملت كسياسة تحكم لفلسطين الانتدابية من عام 1939 إلى رحيل بريطانيا عام 1948. بعد الحرب، أُحيل الانتداب إلى الأمم المتحدة.
الوثيقة التي تمت صياغتها لأول مرة في مارس 1939، من جانب واحد - أيّ الحكومة البريطانية - كانت نتيجة فشل مؤتمر لندن (1939). ودعت الوثيقة إلى إقامة وطن قومي لليهود في دولة فلسطينية مستقلة في غضون 10 سنوات، رافضة فكرة لجنة بيل بتقسيم فلسطين. كما حددت الهجرة اليهودية إلى 75000 لمدة خمس سنوات وقضت بأن المزيد من الهجرة سيتم تحديدها من قبل الأغلبية العربية (القسم الثاني). مُنع اليهود من شراء الأراضي العربية في جميع الأراضي باستثناء 5٪ من أراضي الانتداب (القسم الثالث).
لم يلبي الاقتراح المطالب السياسية التي اقترحها الممثلون العرب خلال مؤتمر لندن، ورفضه رسميا ممثلو الأحزاب العربية الفلسطينية، الذين كانوا يتصرفون تحت تأثير الحاج محمد أمين الحسيني، بينما كان حزب الدفاع الوطني مستعدا لقبول الكتاب الأبيض.
رفضت الجماعات الصهيونية في فلسطين على الفور الكتاب الأبيض وقادت حملة من الهجمات على الممتلكات الحكومية استمرت لعدة أشهر. في 18 مايو، تمت الدعوة إلى إضراب عام يهودي.
تم تنفيذ اللوائح الخاصة بنقل الأراضي والبنود التي تُقيّد الهجرة، ولكن في نهاية السنوات الخمس في عام 1944، تم استخدام 51000 فقط من أصل 75000 شهادة هجرة المنصوص عليها. في ضوء ذلك، عرض البريطانيون السماح باستمرار الهجرة إلى ما بعد الموعد النهائي لعام 1944، بمعدل 1500 شهريًا، حتى يتم ملء الحصة المتبقية. من ديسمبر 1945 حتى نهاية الانتداب عام 1948، تم تخصيص 1500 شهادة إضافية للمهاجرين اليهود كل شهر. لم يتم تنفيذ البنود الرئيسية في النهاية، في البداية بسبب معارضة مجلس الوزراء بعد التغيير في الحكومة، وفيما بعد بسبب الانشغال بالحرب العالمية الثانية.

## خلفية

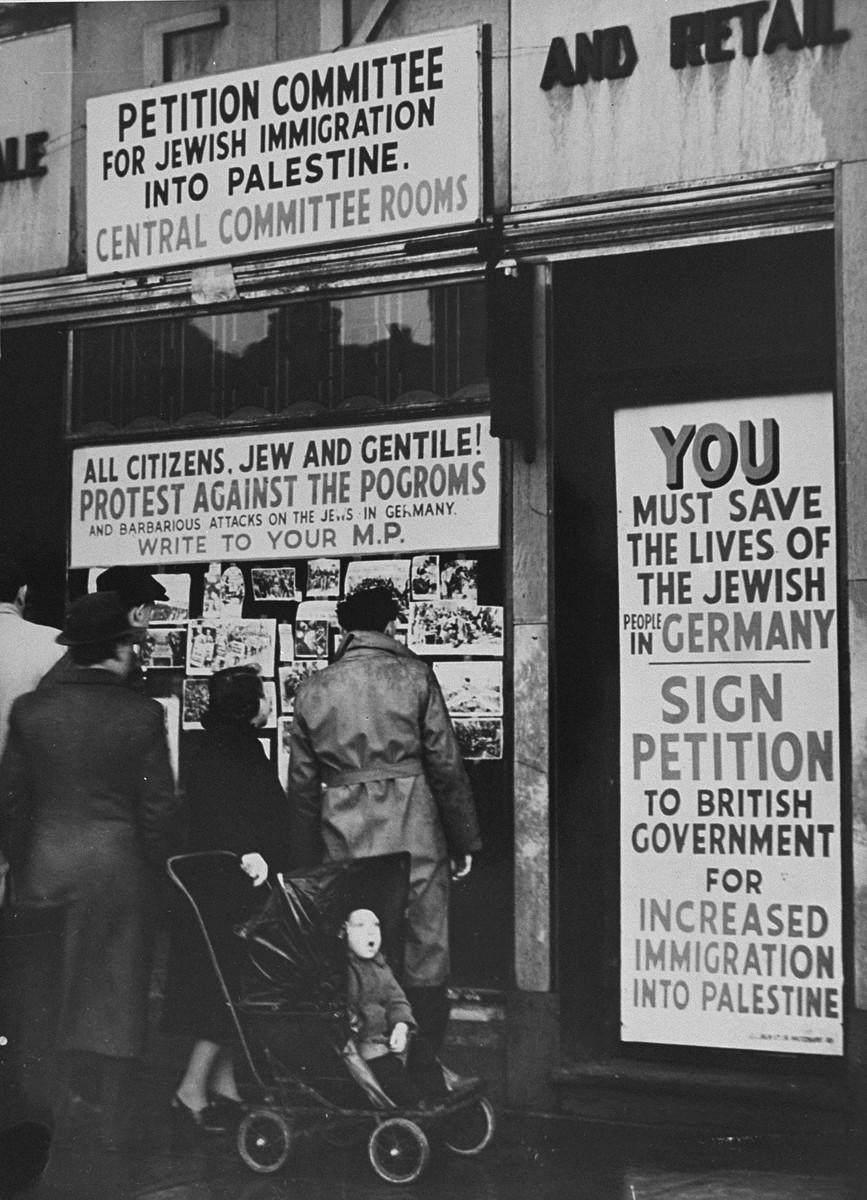
يهود بريطانيون يحتجون على قيود الهجرة إلى فلسطين بعد ليلة البلور، في نوفمبر 1938

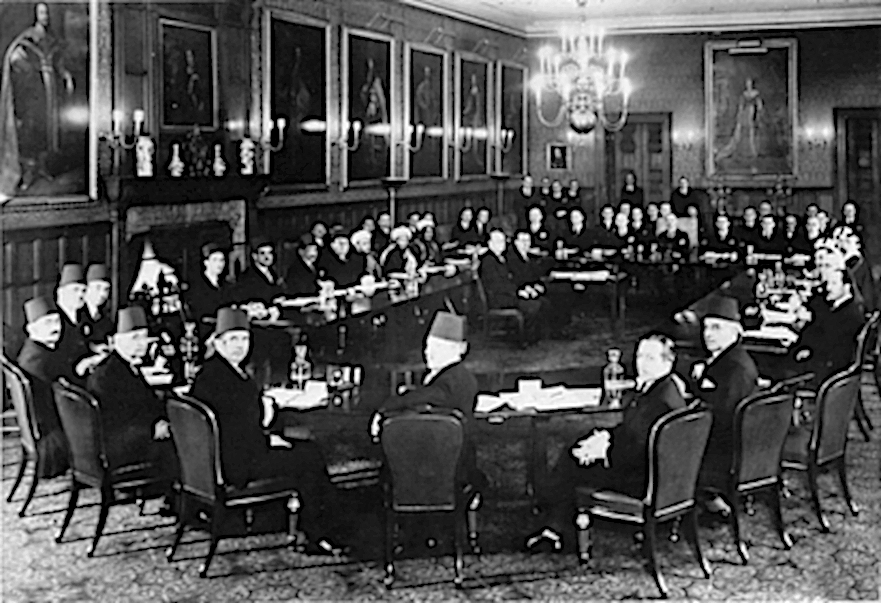
مؤتمر لندن، بقصر سانت جيمس، في فبراير 1939. المندوبون العرب الفلسطينيون (في المقدمة)، من اليسار إلى اليمين: فؤاد سابا ويعقوب الغصين وموسى العلمي وأمين التميمي وجمال الحسيني وعوني عبد الهادي وجورج أنطونيوس وألفريد روش. أمامهم البريطانيون برئاسة نيفيل تشامبرلين. إلى يمينه إدوارد وود وإلى يساره مالكولم ماكدونالد.

خلال الحرب العالمية الأولى، قدّم البريطانيون وعدين بشأن الأراضي في الشرق الأوسط. كانت بريطانيا قد وعدت الحكام الهاشميين للجزيرة العربية، من خلال لورنس العرب ومراسلات الحسين – مكماهون، باستقلال دولة عربية موحدة في بلاد الشام مقابل دعم البريطانيين ضد الدولة العثمانية. كانت الخلافة العثمانية قد تحالفت مع ألمانيا، وكان البريطانيون يأملون في أن التحالف مع العرب سيقضي على فرص انتفاضة إسلامية عامة في الأراضي التي يسيطر عليها البريطانيون في أفريقيا والهند والشرق الأقصى. كما تفاوضت بريطانيا على اتفاقية سايكس بيكو لتقسيم الشرق الأوسط بين بريطانيا وفرنسا.
توجت مجموعة متنوعة من العوامل الإستراتيجية، مثل تأمين الدعم اليهودي في أوروبا الشرقية أثناء انهيار الجبهة الروسية، بوعد بلفور عام 1917 الذي تعهّدت فيه بريطانيا بإنشاء وتعزيز وطن قومي لليهود في فلسطين. تمّت الموافقة على التحديدات الواسعة للأراضي والأهداف لكل من إنشاء وطن لليهود في فلسطين وحق تقرير المصير العربي في مؤتمر سان ريمو.
في يونيو 1922، وافقت عصبة الأمم على الانتداب على فلسطين، اعتبارًا من سبتمبر 1923، صدرت وثيقة صريحة حول مسؤوليات وسلطات الإدارة البريطانية في فلسطين، بما في ذلك «تأمين إنشاء الوطن القومي اليهودي» و «حماية المدنيين». والحقوق الدينية لجميع سكان فلسطين. في سبتمبر 1922، قدمت الحكومة البريطانية مذكرة شرق الأردن إلى عصبة الأمم تنصُّ على استبعاد إمارة شرق الأردن من جميع الأحكام المتعلقة بالاستيطان اليهودي، وفقًا للمادة 25 من الانتداب. تمت الموافقة على المذكرة في 23 سبتمبر. أدّت المعارضة والضغوط العربية الشديدة ضد الهجرة اليهودية إلى قيام بريطانيا بإعادة تعريف الهجرة اليهودية من خلال تقييد تدفقها وفقًا لقدرة البلاد الاقتصادية على استيعاب المهاجرين. في الواقع، تم وضع حصص سنوية لتحديد عدد اليهود الذين يمكنهم الهجرة، لكنّ اليهود الذين يمتلكون مبلغًا كبيرًا من المال (500 جنيه إسترليني) سُمح لهم بدخول البلاد بحُرية.
بعد وصول هتلر للسلطة، كان يهود أوروبا على استعداد متزايد لإنفاق الأموال اللازمة لدخول فلسطين. جردت قوانين نورمبرغ لعام 1935 الجنسية من 500.000 يهودي ألماني. أعاقت الهجرة اليهودية القيود النازية على تحويل الأموال إلى الخارج (اضطر اليهود المغادرون إلى التخلي عن ممتلكاتهم)، لكن الوكالة اليهودية تمكنت من التفاوض على اتفاقية تسمح لليهود المقيمين في ألمانيا بشراء سلع ألمانية لتصديرها إلى فلسطين، وبالتالي الالتفاف على القيود.
كانت الأعداد الكبيرة من اليهود الذين دخلوا فلسطين سبباً في اندلاع الثورة العربية في فلسطين بين 1936-1939. ردّت بريطانيا على الانتفاضة بتعيين لجنة ملكية (لجنة بيل)، التي ذهبت إلى فلسطين وأجرت دراسة شاملة للقضايا. أوصت لجنة بيل في عام 1937 بتقسيم فلسطين إلى دولتين: واحدة عربية والأخرى يهودية. وقد رفض العرب الاقتراح بينما لم يكن الرد الصهيوني «إيجابياً ولا سلبياً»، وفشلت لجنة بيل في وقف العنف. في يناير 1938، استكشفت لجنة وودهد الجوانب العملية للتقسيم ونظرت في ثلاث خطط مختلفة، استندت إحداها إلى خطة بيل. في عام 1938، رفضت لجنة وودهد الخطة، في المقام الأول على أساس أنه لا يمكن تنفيذها دون نقل قسري ضخم للعرب، وهو خيار استبعدته الحكومة البريطانية بالفعل. مع معارضة بعض أعضائها، أوصت اللجنة بدلاً من ذلك بخطة من شأنها أن تترك منطقة الجليل تحت الانتداب البريطاني، لكنها شددت على مشاكل خطيرة معها مثل عدم الاكتفاء الذاتي المالي للدولة العربية المقترحة. رافقت الحكومة البريطانية نشر تقرير وودهد ببيان لسياسة رفض التقسيم باعتباره غير عملي بسبب «الصعوبات السياسية والإدارية والمالية». اقترحت دولة يهودية أصغر بكثير، بما في ذلك السهل الساحلي فقط. فشل مؤتمر إيفيان، الذي عقدته الولايات المتحدة في يوليو 1938، في إيجاد أي اتفاق للتعامل مع العدد المتزايد بسرعة من اللاجئين اليهود، مما زاد الضغط على البريطانيين لإيجاد حل لمشكلة الهجرة الصهيونية إلى فلسطين.

### مؤتمر لندن 1939
في فبراير 1939، دعا البريطانيون إلى مؤتمر لندن للتفاوض على اتفاقية بين العرب واليهود في فلسطين. حضر المندوبون العرب بشرط ألا يجتمعوا مباشرة مع الممثلين اليهود، الأمر الذي من شأنه أن يُشكِّل اعترافًا بالمطالبات اليهودية بفلسطين. لذلك عقدت الحكومة البريطانية اجتماعات منفصلة مع الجانبين. انتهى المؤتمر بالفشل في 17 مارس.
في أعقاب الحرب العالمية الثانية، اعتقد البريطانيون أن الدعم اليهودي إما مضمون أو غير مهم. ومع ذلك، كانت الحكومة تخشى العداء من العالم العربي. كان هذا الاعتبار الجيوسياسي، على حد تعبير راؤول هيلبرغ، «حاسمًا» للسياسات البريطانية لأن مصر والعراق والمملكة العربية السعودية كانت مستقلة ومتحالفة مع بريطانيا.

## المحتوى

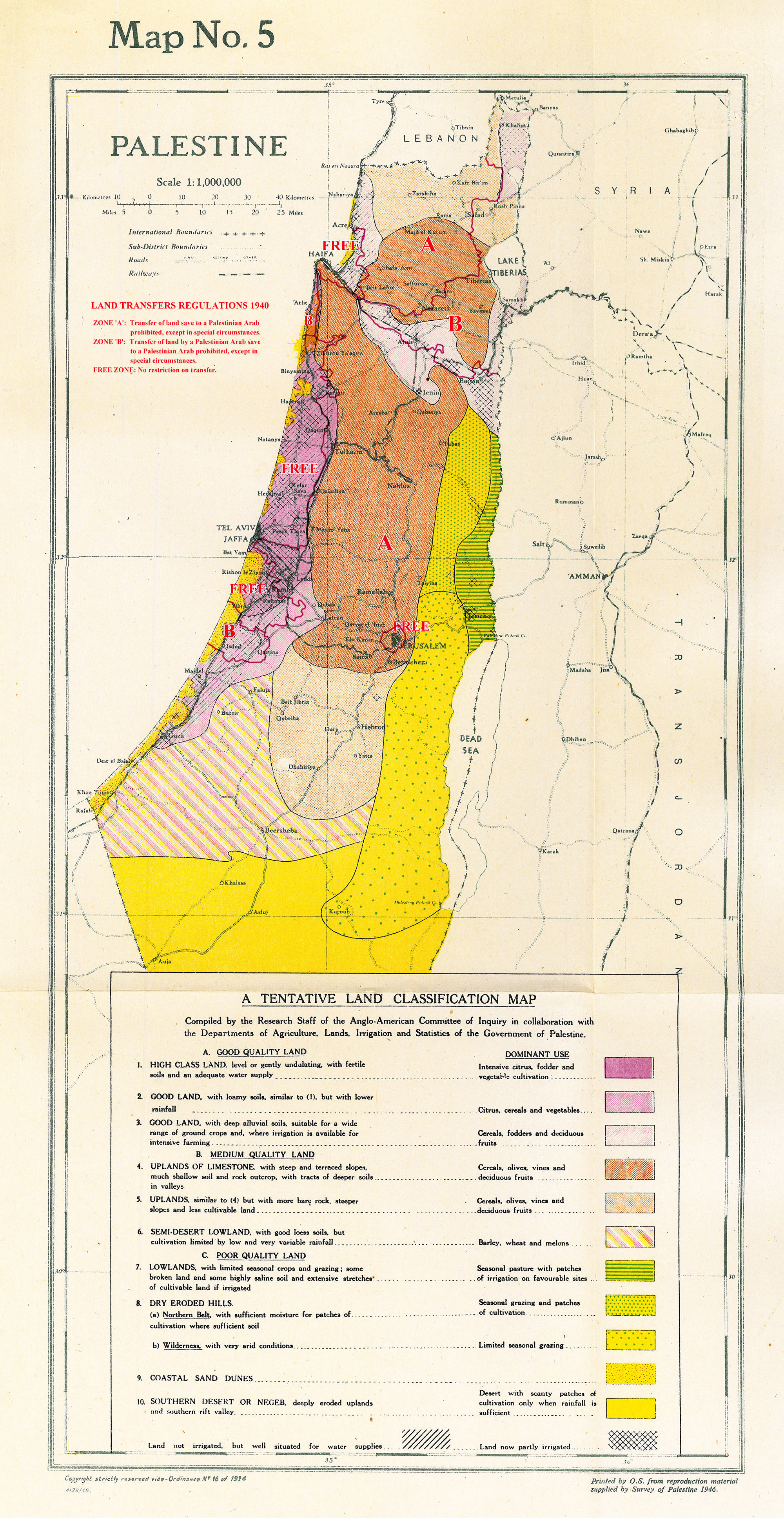
تصنيف الأراضي وحدود مناطق نقل الأراضي على النحو المنصوص عليه في عام 1940.

كانت هذه هي النقاط الرئيسية في الكتاب الأبيض:
- القسم الأول: الدستور: نصّ على أنه مع وجود أكثر من 450.000 يهودي قد استقروا الآن في الانتداب، تمّ الوفاء بوعد بلفور حول «وطن قومي للشعب اليهودي»، كما دعا إلى قيام فلسطين المستقلة في غضون 10 سنوات، وأن يحكمها العرب واليهود بشكل مشترك:

تعتقد حكومة الملك أن واضعي الانتداب الذي تجسد فيه وعد بلفور لا يمكن أن يقصدوا تحويل فلسطين إلى دولة يهودية ضد إرادة السكان العرب في البلاد. [...] تعلن حكومة الملك الآن بشكل لا لبس فيه أنه ليس جزءًا من سياستها أن تصبح فلسطين دولة يهودية. إنهم سيعتبرون ذلك مخالفاً لالتزاماتهم تجاه العرب تحت الانتداب، وكذلك مع التأكيدات التي أعطيت للشعب العربي في الماضي، بأن السكان العرب في فلسطين يجب أن يصبحوا رعايا لدولة يهودية ضد رغبتهم.
يتمثل هدف حكومة الملك في إنشاء دولة فلسطين المستقلة في غضون 10 سنوات في مثل هذه العلاقات التعاهدية مع المملكة المتحدة، والتي ستوفر بشكل مُرضٍ المتطلبات التجارية والاستراتيجية لكلا البلدين في المستقبل. [..] يجب أن تكون الدولة المستقلة دولة يشترك فيها العرب واليهود في الحكم بطريقة تضمن الحفاظ على المصالح الأساسية لكل مجتمع.
- القسم الثاني. الهجرة: كان من المقرر أن تقتصر الهجرة اليهودية إلى فلسطين تحت الانتداب البريطاني على 75000 على مدى السنوات الخمس المقبلة، ثم تعتمد على موافقة العرب:

لم تجد حكومة الملك [..] أي شيء في الانتداب أو في بيانات السياسة اللاحقة لدعم الرأي القائل بأن إنشاء وطن قومي لليهود في فلسطين لا يمكن أن يتم إلا إذا سُمح باستمرار الهجرة إلى أجل غير مسمى. إذا كان للهجرة تأثير سلبي على الوضع الاقتصادي في الدولة، فيجب تقييدها بوضوح؛ وبالمثل، إذا كان له تأثير ضار خطير على الموقف السياسي في البلاد، فهذا عامل لا ينبغي تجاهله. على الرغم من أنه ليس من الصعب القول بأن العدد الكبير من المهاجرين اليهود الذين تم قبولهم حتى الآن قد تم استيعابهم اقتصاديًا، فإن خوف العرب من أن هذا التدفق سيستمر إلى أجل غير مسمى حتى يصبح السكان اليهود في وضع يسمح لهم بالسيطرة عليهم قد أدى إلى عواقب خطيرة للغاية، بالنسبة لليهود والعرب على حد سواء ومن أجل سلام فلسطين وازدهارها. الاضطرابات المؤسفة التي حدثت في السنوات الثلاث الماضية ليست سوى أحدث مظهر وأكثرها استمرارًا لهذا التخوف العربي الشديد [...] ولا يمكن إنكار انتشار الخوف من الهجرة اليهودية إلى أجل غير مسمى بين السكان العرب، وهذه الاضطرابات تسببت في انتكاسة خطيرة للتقدم الاقتصادي، واستنزفت الخزانة الفلسطينية، وجعلت الحياة والممتلكات غير آمنة، وأنتجت مرارة بين السكان العرب واليهود، فهو أمر مؤسف بين مواطني نفس البلد. إذا استمرت الهجرة في هذه الظروف إلى مستوى القدرة الاستيعابية الاقتصادية للبلاد، بغض النظر عن جميع الاعتبارات الأخرى، فسوف تستمر العداوة القاتلة بين الشعبين، وقد يصبح الوضع في فلسطين مصدر احتكاك دائم بين جميع الشعوب في الشرق الأدنى والأوسط.
ستكون الهجرة اليهودية خلال السنوات الخمس المقبلة بمعدل، إذا سمحت القدرة الاستيعابية الاقتصادية، سيرفع عدد السكان اليهود إلى ما يقرب من ثلث إجمالي سكان البلاد. مع الأخذ في الاعتبار الزيادة الطبيعية المتوقعة للسكان العرب واليهود، وعدد المهاجرين اليهود غير الشرعيين الموجودين الآن في البلاد، فإن هذا سيسمح بقبول حوالي 75000 مهاجر اعتبارًا من بداية أبريل من هذا العام، خلال الأربعة أعوام القادمة. سيتم قبول هؤلاء المهاجرين، وفقًا لمعيار القدرة الاستيعابية الاقتصادية، على النحو التالي: لكل من السنوات الخمس المقبلة، سيتم السماح بحصة قدرها 10000 مهاجر يهودي على أساس أنه يمكن إضافة نقص سنة واحدة إلى الحصص اللاحقة. خلال فترة الخمس سنوات، إذا سمحت الطاقة الاستيعابية الاقتصادية. بالإضافة إلى ذلك، كمساهمة في حل مشكلة اللاجئين اليهود، سيتم قبول 25000 لاجئ بمجرد اقتناع المفوض السامي بتأمين الترتيبات الكافية لإعالتهم، مع إيلاء اهتمام خاص للأطفال اللاجئين والمعالين. وسيجري الاحتفاظ بالآلية القائمة للتحقق من القدرة الاستيعابية الاقتصادية، وسيكون المفوض السامي هو المسؤول النهائي عن تقرير حدود القدرة الاقتصادية. قبل اتخاذ كل قرار دوري، سيتم استشارة ممثلين يهود وعرب. بعد فترة الخمس سنوات، لن يُسمح بأي هجرة يهودية أخرى ما لم يكن عرب فلسطين مستعدين لقبولها.
- القسم الثالث. الأرض: لم يتم فرض قيود على نقل الأراضي من العرب إلى اليهود، لكن الكتاب الأبيض ينص الآن على:

أشارت تقارير عدة لجان خبراء إلى أنه بسبب النمو الطبيعي للسكان العرب والبيع المطرد للأراضي العربية لليهود في السنوات الأخيرة، لا يوجد الآن في مناطق معينة مجال لمزيد من عمليات نقل الأراضي العربية، بينما هناك مناطق أخرى يجب تقييد فيها مثل هذه التحويلات للأراضي، إذا أراد المزارعون العرب الحفاظ على مستوى معيشتهم الحالي. في ظل هذه الظروف، سيمنح المفوض السامي صلاحيات عامة لحظر وتنظيم عمليات نقل ملكية الأراضي.

## ردود الفعل

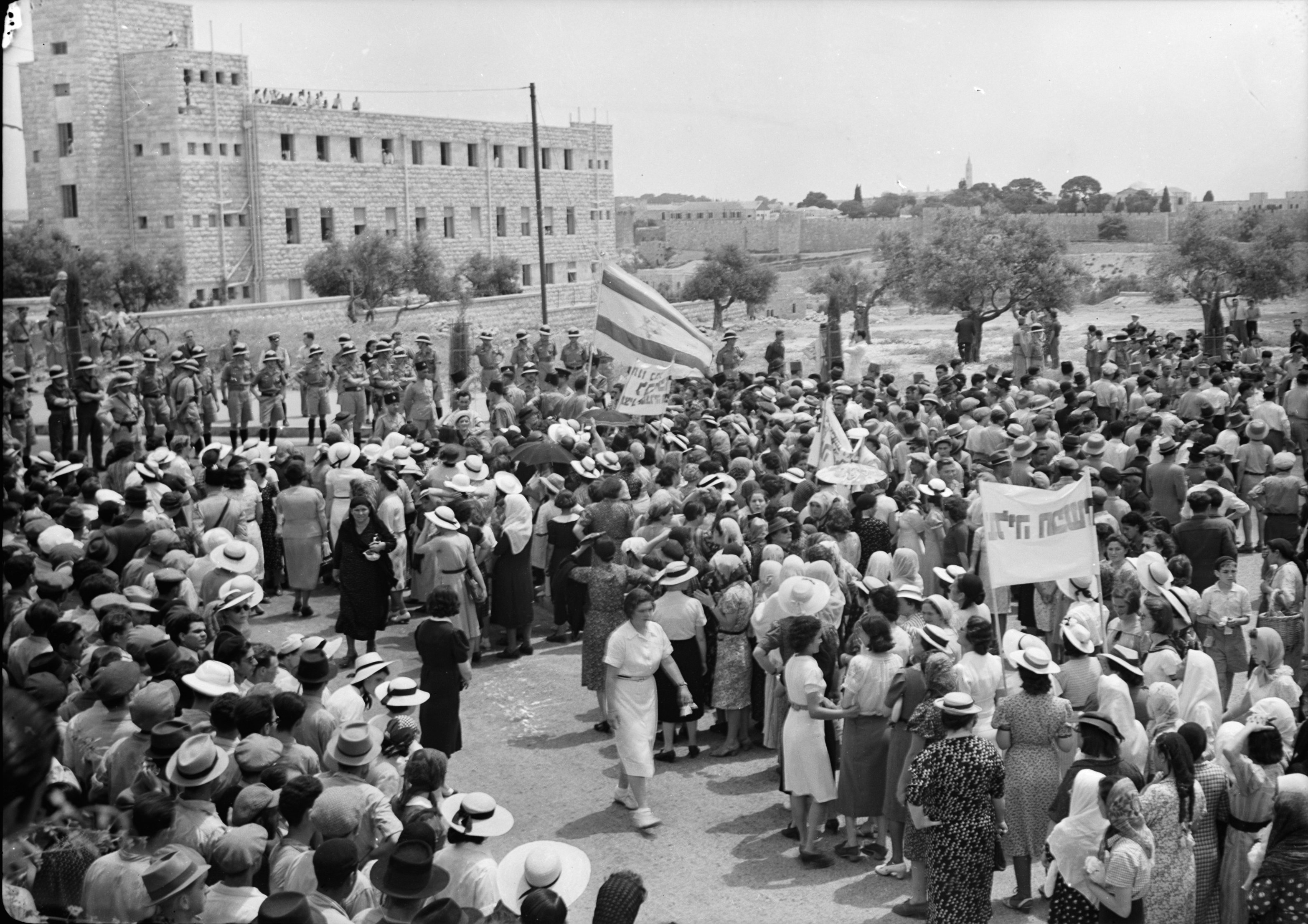
مظاهرة يهودية ضد الكتاب الأبيض في القدس، 1939

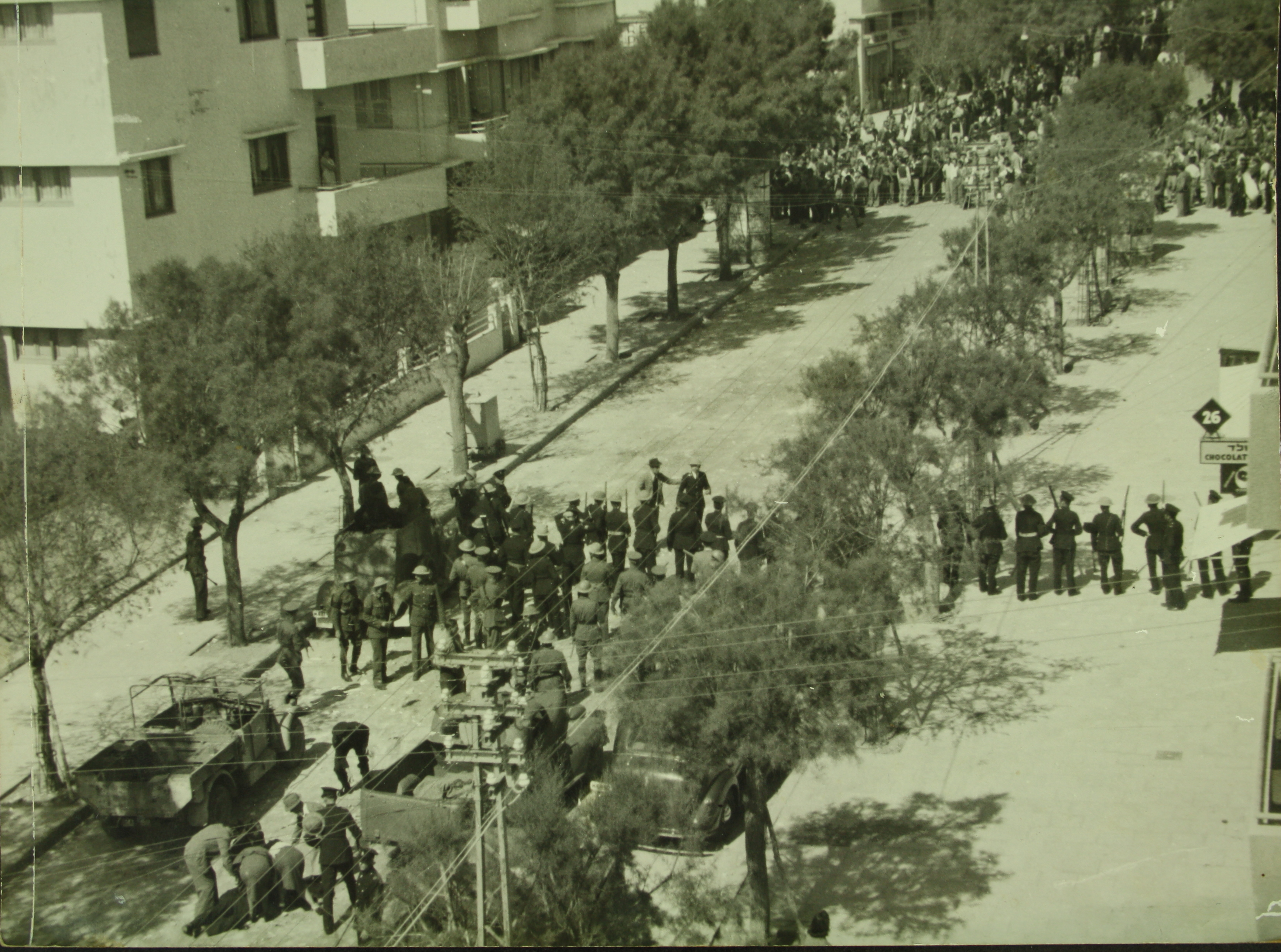
مظاهرة يهودية ضد الكتاب الأبيض في تل أبيب، 1939، من مجموعة مكتبة إسرائيل الوطنية.

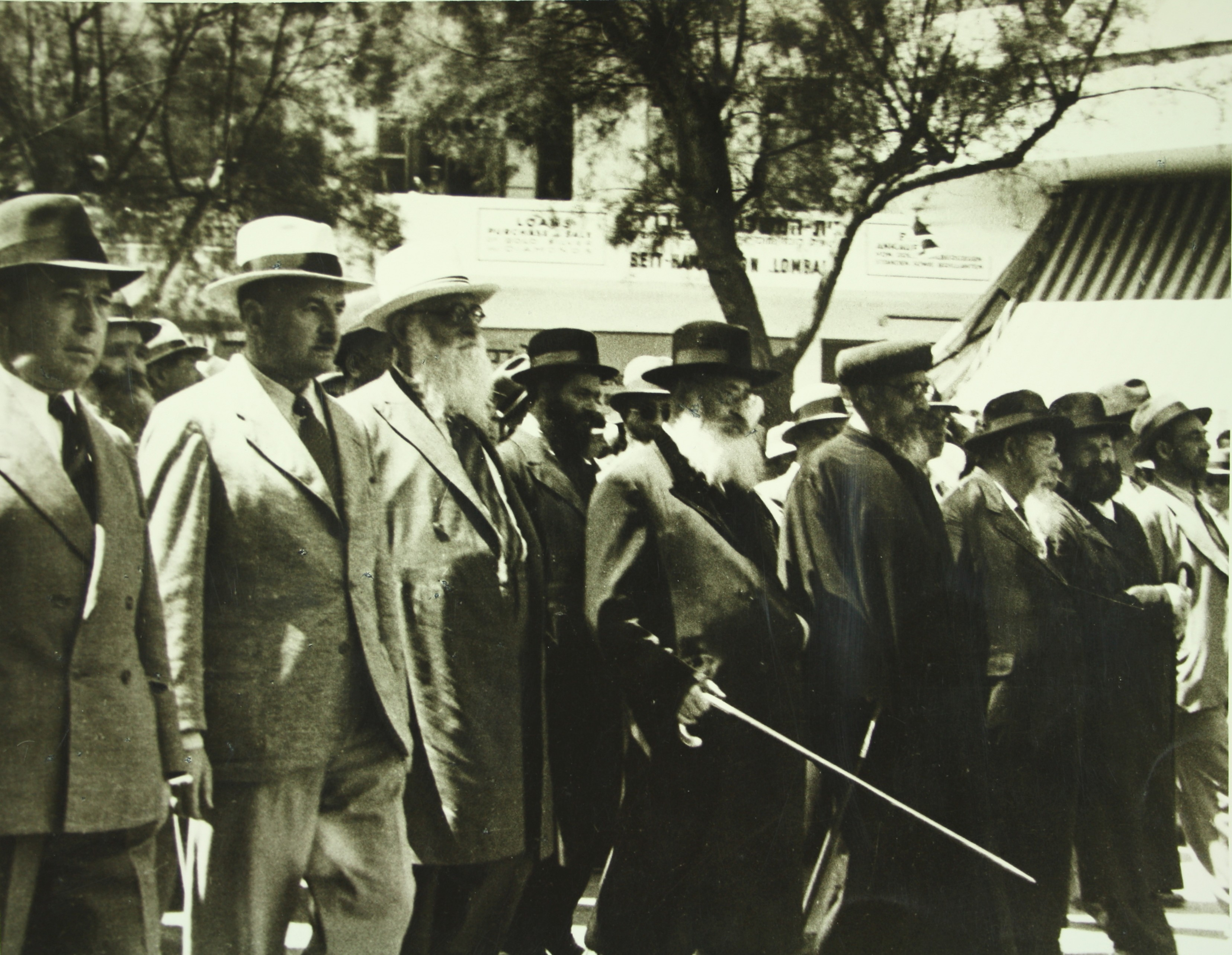
مظاهرة يهودية ضد الكتاب الأبيض في تل أبيب، 1939، من مجموعة مكتبة إسرائيل الوطنية.

### موافقة برلمانية
في 22 مايو 1939، ناقش مجلس العموم اقتراحًا بأن الكتاب الأبيض لا يتوافق مع شروط الانتداب، لكنه هُزِم بأغلبية 268 صوتًا مقابل 179 صوتًا. وفي اليوم التالي، وافق مجلس اللوردات على السياسة الجديدة بدون تصويت.
خلال المناظرة، وصف ديفيد لويد جورج الكتاب الأبيض بأنه «عمل غدر»، وصوّت ونستون تشرشل ضد حزبه على الرغم من أنه كان في الحكومة. وصرّح عضو البرلمان الليبرالي جيمس روتشيلد خلال المناقشة البرلمانية أن «الأمر بالنسبة لغالبية اليهود الذين يذهبون إلى فلسطين مسألة هجرة أو انقراض جسدي».
وعارض بعض مؤيدي الحكومة هذه السياسة على أساس أنها بدت في نظرهم مناقضة لوعد بلفور. صوّت العديد من نواب الحكومة ضد المقترحات أو امتنعو عن التصويت، بما في ذلك وزراء الحكومة مثل وزير الدولة لشؤون الحرب اليهودي ليزلي هور بيليشا.

### عصبة الأمم
قررت لجنة الانتداب الدائم بالإجماع أن الكتاب الأبيض يتعارض مع التفسير القائل بأن حكومة الانتداب، بموافقة أجهزة العصبة، كانت قد وضعت التفويض في الماضي. رأى أربعة من الأعضاء أن السياسة لم تكن منسجمة مع شروط الانتداب، ورأى الثلاثة الآخرون أن الظروف الحالية سوف تبرر السياسة إذا لم يعارضها مجلس عصبة الأمم. أدى اندلاع الحرب العالمية الثانية إلى تعليق أي مداولات أخرى.

### ردود الفعل العربية
جادلت اللجنة العربية العليا في البداية بأن استقلال حكومة فلسطين المستقبلية سيثبت أنه وهمي لأن اليهود يمكن أن يمنعوا عملها من خلال حجب المشاركة، وعلى أي حال، فإن السلطة الحقيقية ستظل في أيدي المسؤولين البريطانيين. كما تم اعتبار القيود المفروضة على الهجرة اليهودية غير كافية لأنه لا يوجد ضمان بعدم استئناف الهجرة بعد خمس سنوات. وبدلاً من السياسة التي تم الإعلان عنها في الكتاب الأبيض، دعت اللجنة العربية العليا إلى «حظر كامل ونهائي» للهجرة اليهودية ونبذ سياسة الوطن القومي اليهودي كليًا.
في يونيو 1939، «فاجأ» الحاج محمد أمين الحسيني في البداية الأعضاء الآخرين في اللجنة العربية العليا برفض الكتاب الأبيض.
في يوليو 1940، وبعد أسبوعين من الاجتماعات مع الممثل البريطاني إس.إف. نيوكومب، وافق جمال الحسيني رئيس المندوبين العرب الفلسطينيين إلى مؤتمر لندن، وزميله المندوب موسى العلمي على شروط الكتاب الأبيض، ووقع كلاهما على نسخة منه بحضور رئيس الوزراء العراقي نوري السعيد.

### الطرف الصهيوني
رفضت الجماعات الصهيونية في فلسطين على الفور الكتاب الأبيض وبدأت حملة من الهجمات على الممتلكات الحكومية والمدنيين العرب، استمرت عدة أشهر. في 18 مايو، تمت الدعوة إلى إضراب عام يهودي.
في 27 فبراير 1939، رداً على المظاهرات العربية الحماسية بعد التقارير التي تفيد بأن البريطانيين كانوا يقترحون السماح باستقلال فلسطين بنفس شروط العراق، قتلت حملة قصف منسقة للإرجون في جميع أنحاء البلاد 38 عربياً وجرح 44.
رداً على الكتاب الأبيض، بدأت جماعة إرجون اليمينية الصهيونية في صياغة خطط لطرد البريطانيين وإقامة دولة يهودية مستقلة. اقترح زئيف جابوتينسكي، مؤسس منظمة إرجون، الذي نفيه البريطانيون من فلسطين، خطة للتمرد في أكتوبر 1939، أرسلها إلى القيادة العليا للإرجون في ستة رسائل مشفرة. خطة جابوتينسكي، هو و «غير الشرعيين» الآخرين سيبدأون بالوصول إلى فلسطين بالقوارب. بعد ذلك، سيساعده الإرغون والركاب الآخرون على الهروب. بعد ذلك، قام الإرغون بمداهمة واحتلال مقر الحكومة ومراكز القوة البريطانية الأخرى في فلسطين، ورفع العلم الوطني اليهودي والاحتفاظ بها لمدة 24 ساعة على الأقل. في الوقت نفسه، أعلن القادة الصهاينة في أوروبا الغربية والولايات المتحدة عن دولة يهودية مستقلة في فلسطين والعمل كحكومة في المنفى. فكر الإرجون بجدية في تنفيذ الخطة لكنهم كانوا قلقين بشأن الخسائر الفادحة التي لا مفر منها. شكل زعيم الإرجون أبراهام شتيرن، الذي انفصل لاحقًا عن الإرجون لتشكيل شتيرن، خطة لـ 40 ألف مقاتل يهودي مسلح تم تجنيدهم في أوروبا للإبحار إلى فلسطين والانضمام إلى التمرد. دعمت الحكومة البولندية خطته وبدأت في تدريب اليهود وتخصيص الأسلحة لهم. ومع ذلك، فإن اندلاع الحرب العالمية الثانية في سبتمبر 1939 وضع حدًا لتلك الخطط بسرعة.
بعد اندلاع الحرب في سبتمبر 1939، أعلن رئيس الوكالة اليهودية في فلسطين، دافيد بن غوريون: «سنقاتل الكتاب الأبيض وكأنه لا حرب، ونخوض الحرب وكأنه لا يوجد كتاب أبيض.»

## المعلومات الكاملة للمراجع
- Khalaf، Issa (1991). Politics in Palestine: Arab Factionalism and Social Disintegration, 1939-1948. SUNY Press. ISBN:978-0-7914-0707-3. مؤرشف من الأصل في 2019-12-21.
- Hurewitz، JC (1968). The Struggle for Palestine. Westport, CT: Greenwood Press  [لغات أخرى]‏. ISBN:0837101115.{{استشهاد بكتاب}}:  صيانة الاستشهاد: علامات ترقيم زائدة (link)
- Caplan، Neil (2015). Futile Diplomacy, Volume 2: Arab-Zionist Negotiations and the End of the Mandate. Routledge. ISBN:978-1-317-44195-3. مؤرشف من الأصل في 2019-12-20.
- Cohen، Michael (2014). Britain's Moment in Palestine: Retrospect and Perspectives, 1917-1948. Routledge. ISBN:978-1-317-91364-1. مؤرشف من الأصل في 2019-12-22.